# Егоров, Михаил Петрович
Михаи́л Петро́вич Его́ров (род. 1 ноября 1953, Звенигород, Московская область) — советский и российский химик, действительный член Российской академии наук (2008; член-корреспондент с 1997), академик-секретарь Отделения химии и наук о материалах. Лауреат Государственной премии РФ в области науки и техники (2001).

## Биография
Окончил химический факультет МГУ (1976), там же в 1980 году защитил кандидатскую диссертацию и остался работать на факультете младшим научным сотрудником. С 1984 года — в Институте органической химии имени Н. Д. Зелинского АН СССР, где в 2003 году получил должность директора и занимал её по 2023 г.
Докторскую диссертацию защитил в 1992 году. В 2008 году стал академиком РАН. Напечатал более 260 научных работ по химии кремний-, германий- и оловоорганических соединений.

## Награды
- Орден Дружбы (Россия) (26 января 2023 года) — за вклад в развитие науки и многолетнюю добросовестную работу[2]
- Государственная премия Российской Федерации (в составе группы учёных) (05 августа 2002 года) — за работу "Химия соединений низкокоординированных кремния, германия, олова"[3]